# Baliste (torpilleur)
Ne doit pas être confondu avec Baliste (contre-torpilleur).
Pour les articles homonymes, voir Baliste (homonymie).
Le Baliste est un torpilleur de la Marine française. 

## Historique
Torpilleur de type La Melpomène, sa construction commence à Dunkerque en 1934. Mis à flot le 17 mars 1937, il est mis en service le 27 juin 1938. Il est alors incorporé à la 13e Division de torpilleurs. Au début de la Seconde Guerre mondiale, il est utilisé pour des patrouilles et des escortes de convois entre Toulon et le Maroc. En juin 1940, il rejoint Oran en juin 1940 puis est sabordé avec la flotte le 27 novembre 1942 à Toulon.
L'Italie le renfloue. Il prend alors le nom de FR45 puis les allemands le récupère et le nomme TA12. Il est coulé lors d'un bombardement américain en novembre 1943.

## Descriptif
- Déplacement : 610 tonnes
- Longueur : 80,70 mètres
- Maître bau : 8 mètres
- Tirant d'eau : 3,10 mètres
- Puissance : 22 000 cv
- Vitesse : 34,50 nœuds
- Équipage : 92 hommes
- Armement : 2 canons de 100 mm
- 2 mitrailleuses de 13,2 mm
- 1 Grenadeur
- 1 tube lance-torpilles